# 朔州郡
朔州郡（サクチュぐん）は、朝鮮民主主義人民共和国平安北道の郡。水豊ダムがある。

## 地理
鴨緑江のほとりに位置する郡であり、対岸は中華人民共和国遼寧省寛甸満族自治県である。
水豊ダムの堤体は水豊労働者区にある。日本統治時代に建設された水豊ダムにより、朔州郡は工業・漁業・交通の重要な拠点となっている。

### 隣接行政区
- 東 － 昌城郡
- 南 － 大館郡、天摩郡
- 西 － 義州郡

## 行政区域
1邑・6労働者区・18里を管轄する。
| - 朔州邑（サクチュウプ） - 南社労働者区（ナムサロドンジャグ） - 大垈労働者区（テデロドンジャグ） - 沙坪労働者区（サピョンノドンジャグ） - 水豊労働者区（スプンノドンジャグ） - 清城労働者区（チョンソンノドンジャグ） - 青水労働者区（チョンスロドンジャグ） - 九曲里（クゴンニ） - 金富里（クムブリ） - 内玉里（ネオンニ） - 棠木里（タンモンニ） - 都嶺里（トリョンニ） - 龍岩里（リョンアムニ） | - 方山里（パンサンニ） - 富坪里（プピョンニ） - 北社里（プクサリ） - 上広里（サングァンニ） - 新西里（シンソリ） - 新豊里（シンプンニ） - 延三里（ヨンサムニ） - 玉江里（オッカンニ） - 佐里（チャリ） - 中台里（チュンデリ） - 泉甘里（チョンガムニ） - 板幕里（パンマンニ） |

## 歴史

### 前近代
古代、鴨緑江沿岸のこの地は高句麗の領域であった。高麗時代の1018年、寧朔県の名で呼ばれていたこの地が改称され、朔州の地名が登場する。
朝鮮王朝時代初期には亀州以北が朔州郡に編成され、1413年には朔州都護府に昇格した。15世紀には郡に降格されて朔川郡となった時期もあるが、まもなく都護府に復し、王朝北辺の拠点として重要な地位にとどまった。

### 近代

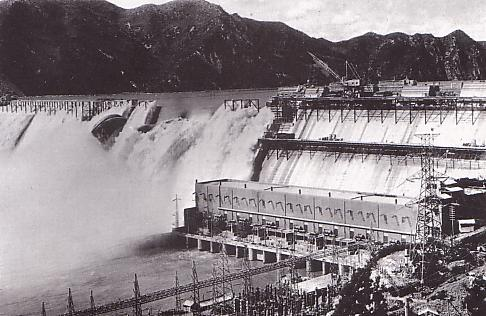
建設中の水豊ダム

1895年、朝鮮王朝末期に行われた行政区画の再編によって義州府朔州郡となり（二十三府制）、1896年に平安北道に属した（十三道制）。
鴨緑江を堰き止める水豊ダムは1937年に着工し、1943年に完工した。ダム建設のため、定州から鉄道平北線が建設され、1938年に水豊まで開通している。
ダム周辺の開発も進められ、1943年には下流の清城（当時は義州郡）から対岸の寛甸県（当時は満洲国）を結ぶ鴨緑江第二の鉄道橋（清城大橋）が建設された。
水豊ダムの堤体下流側に位置する青水洞は義州郡広坪面の一部であったが、1944年5月10日、青水洞および朔州郡九曲面新豊洞・永豊洞は、朔州郡に属する青水邑となった。

### 第二次世界大戦後
1945年8月時点で平安北道朔州郡は、1邑（青水邑）・7面（朔州面・九曲面・南西面・外南面・水豊面・両山面・水東面）から構成されていた。
1952年12月、北朝鮮の行政区画再編により、従来の朔州郡南東部（南西面・外南面・両山面・水東面）を大館郡として分離し、青水面・朔州面・九曲面・水豊面からなる朔州郡が再編された（1邑19里）。またこのとき、西隣の義州郡では、東部の広坪面一帯が分割され、清城郡として分割されている。1953年、青水労働者区などが清城郡に移管された。
朝鮮戦争中は水豊ダムが攻撃目標となった。朝鮮と中国を結ぶ清城大橋は、爆撃を受けて破壊されている（現在、中国側では「河口断橋」と呼ばれている）。
1974年、清城郡が廃止され、義州郡・朔州郡に分割編入されている。このとき、鴨緑江沿岸の工業地帯である清城邑（現・清城労働者区）や沙坪労働者区・南社労働者区などが朔州郡に編入された。旧清城郡域は、現在の朔州郡域の西部を構成する地域である。
1邑（朔州）・10労働者区・18里から構成されている。

### 年表
この節の出典
- 1914年4月1日 - 郡面併合により、平安北道朔州郡に以下の面が成立。(6面)
  - 郡内面・九曲面・南西面・外南面・水豊面・両山面
- 1918年 - 郡内面が朔州面に改称。(6面)
- 1944年5月10日 - 九曲面の一部が義州郡広坪面の一部と合併し、青水邑が発足。(1邑6面)
- 1947年 (8面)
  - 青水邑が青水面に降格。
  - 水豊面の一部が分立し、水東面が発足。
- 1952年12月 - 郡面里統廃合により、平安北道朔州郡青水面・朔州面・九曲面・水豊面をもって、朔州郡を設置。朔州郡に以下の邑・里が成立。(1邑17里)
  - 朔州邑・青水里・九曲里・南社里・沙坪里・新成里・富豊里・新豊里・水豊里・仁豊里・板幕里・延三里・温泉里・金富里・龍岩里・新西里・蘇徳里・大垈里
- 1953年 (1邑1労働者区12里)
  - 水豊里が水豊労働者区に昇格。
  - 新成里・南社里・沙坪里・青水里が清城郡に編入。
- 1954年 - 富豊里が新豊里・水豊労働者区に分割編入。(1邑1労働者区11里)
- 1958年 (1邑3労働者区9里)
  - 仁豊里が仁豊労働者区に昇格。
  - 板幕里が板幕労働者区に昇格。
- 1974年 - 清城郡清城邑・泉甘里・都嶺里・玉江里・方山里・内玉里・棠木里・北社里・中台里・佐里・富坪里・板幕里・上広里・沙坪労働者区・南社労働者区・青水労働者区を編入。(1邑7労働者区21里)
  - 清城邑が清城労働者区に降格。
- 1978年 (1邑6労働者区18里)
  - 大垈里・温泉里および蘇徳里の一部が合併し、大垈労働者区が発足。
  - 仁豊労働者区が新豊里に編入。
  - 板幕労働者区が延三里に編入。
  - 蘇徳里の残部が龍岩里に編入。

#### 清城郡
- 1952年12月 - 郡面里統廃合により、平安北道義州郡加山面・玉尚面・広坪面をもって、清城郡を設置。清城郡に以下の邑・里が成立。(1邑14里)
  - 清城邑・泉甘里・都嶺里・楸里・玉江里・方山里・三下里・内玉里・棠木里・中台里・北社里・佐里・富坪里・板幕里・上広里
- 1953年 - 朔州郡南社里・新成里・沙坪里・青水里を編入。(1邑1労働者区17里)
  - 青水里が青水労働者区に昇格。
- 1954年 (1邑2労働者区15里)
  - 南社里が南社労働者区に昇格。
  - 新成里が青水労働者区に編入。
  - 清城邑の一部が方山里に編入。
  - 中台里の一部が佐里に編入。
- 1972年 - 沙坪里が沙坪労働者区に昇格。(1邑3労働者区14里)
- 1974年 - 清城郡廃止。
  - 清城邑・泉甘里・都嶺里・玉江里・方山里・内玉里・棠木里・北社里・中台里・佐里・富坪里・板幕里・上広里・沙坪労働者区・青水労働者区・南社労働者区が朔州郡に編入。
  - 楸里・三下里が義州郡に編入。

## 交通
- 平北線
  - 豊年駅 - 西部駅 - 板幕駅 - 富豊駅 - 青水駅
- 鴨緑江線
  - 富豊駅 - 鴨緑江駅
- 水豊線
  - 富豊駅 - 水豊駅